# Bataille de Meerhout
Batailles
- Saint-Nicolas
- 1er Boom
- Merchtem
- Zele
- Malines
- 2e Boom
- Hooglede
- Moorslede
- Zonnebeke
- 1er Diest
- 1er Louvain
- Alost
- Turnhout
- Enghien-Hal
- Hérinnes
- Audenarde
- Leuze
- 2e Louvain
- Ingelmunster
- Duffel
- Herentals
- Arzfeld
- Clervaux
- Amblève
- Stavelot
- Pollare
- Londerzeel
- Kapelle-op-den-Bos
- Bornem
- Meerhout
- 2e Diest
- 3e Diest
- Mol
- Jodoigne
- Marilles
- Beauvechain
- Hélécine
- Kapellen
- Meylem
- Hasselt

La bataille de Meerhout se déroule le 12 novembre 1798 pendant la guerre des Paysans.

## Prélude
Au début du mois de novembre 1798, l'armée des insurgés de la Campine établit son quartier-général à Geel. Selon le commissaire français Millot, alors caché dans l'hôpital de la ville, les rebelles belges sont fort dans cette ville de 9 526 hommes, dont un millier de cavaliers. L'armée est initialement commandée par Stollman, mais ce dernier est bientôt remplacé par Van Gansen. Albert Meulemans est nommé chef d'état-major et Van Dyck, trésorier-général. Les rebelles belges occupent également Mol, Olen, Tongerlo, Westerlo, Oosterlo et Zittaert. Ils s'emploient alors à fortifier leurs positions et à fabriquer des cartouches. 
Le 5 novembre, Van Gansen s'empare de Meerhout après un court affrontement avec une petite troupe française. Cependant le général Colaud réagit et envoie trois colonnes pour cerner les positions des rebelles. La première colonne, commandée par l'adjudant-général Lautour quitte Anvers et prend Turnhout au nord, où les rebelles menés par Pieter Corbeels prennent la fuite  au premier choc. Latour tente ensuite de prendre Geel mais il est repoussé. Au sud-ouest, le général de brigade Jardon quitte Louvain et gagne Aerschot, puis Diest. Enfin, la colonne du général de brigade Chabert sort de Diest, au sud, initialement forte de 700  à   800 hommes, elle est renforcée en chemin par plusieurs détachements et dispose finalement d'environ 1 050 hommes avec plusieurs canons le jour du combat. 

## Déroulement
Le matin du 12 novembre, la colonne du général Chabert attaque les insurgés à Meerhout. Un combat long et acharné s'engage. À deux reprises, les canons sont pris par les rebelles, puis repris par les Français. Les Républicains se heurtent à une forte résistance, ils incendient le village de Meerhout, plusieurs habitants sont tués. Cependant les rebelles tiennent bon et les Français doivent reculer. D'après les sources et les rapports républicains, la bataille a été indécise, en revanche les insurgés affirment avoir remporté une éclatante victoire,.

## Pertes
Selon les notes du docteur Janssens, les Français enterrent sept charrettes de morts après le combat. Tandis que dans son rapport, le général Beguinot affirme que les insurgés ont perdu plus de 200 hommes, dont plusieurs noyés dans les étangs.